# Isaac Mendez
Isaac Mendez egy kitalált szereplő a Hősök (Heroes) című televíziósorozatban, akit Santiago Cabrera alakít.

## Háttér
|  | Alább a cselekmény részletei következnek! |

Egy New Yorkban élő művész, aki festményei eladásával és képregények rajzolásával tartja el magát. Festményeit általában barátnője, a műtárgykereskedő Simone Deveaux értékesíti. Heroinfüggősége miatt azonban kezd megromlani kapcsolatuk.
Egy napon rájön, hogy néhány képén olyan valódi eseményeket ábrázolt, amik a kép megalkotásának idején még nem következtek be. Képességétől kezdetben megrémül, gonosz természetfeletti jelenségként tekint rá. Később úgy látja, akadályozza a heroinról való leszokásában, mivel úgy hiszi, csak a szer hatása alatt képes a jövő lefestésére. Később már kábítószer nélkül is tud olyan képeket festeni, amik a jövőt ábrázolják.